# Michael Russell
Michael Russell (Detroit, 1 de Maio de 1978) é um ex-tenista profissional norte-americano, com melhores resultado em seu país-natal, e sempre balançado nos níveis future, challenger e atp, seu melhor ranking foi em 2007, número 60 do mundo.
Se destacou em Roland Garros 2001, ao chegar nas Oitavas-de-Final e quase derrotar Gustavo Kuerten, atual campeão do torneio e n.1 do mundo. Chegou a fazer 6/3, 6/4 e 5/3, tendo match-point, mas o brasileiro conseguiu reverter o jogo, vencê-lo por 3 sets a 2 e tornar-se tricampeão do torneio.
Encerrou o ano de 2011 como o número 99 do mundo.

## ATP Tour finais

### Duplas: 1 (0–1)
| Legenda                           |
| --------------------------------- |
| Grand Slam (0–0)                  |
| ATP World Tour Finals (0–0)       |
| ATP World Tour Masters 1000 (0–0) |
| ATP World Tour 500 Series (0–0)   |
| ATP World Tour 250 Series (0–1)   |

| Títulos por piso |
| ---------------- |
| Duro (0–1)       |
| Saibro (0–0)     |
| Grama (0–0)      |
| Carpete (0–0)    |

| Resultado | N. | Data           | Torneio                         | Piso | Parceiro       | Oponentes                   | Placa            |
| --------- | -- | -------------- | ------------------------------- | ---- | -------------- | --------------------------- | ---------------- |
| Vice      | 1. | Julho 22, 2012 | BB&T Atlanta Open, Atlanta, EUA | Duro | Xavier Malisse | Matthew Ebden Ryan Harrison | 3–6, 6–3, [6–10] |